# Centre d'instruction de l'armée de l'air
Le Centre d'instruction de l'armée de l'air est une unité tunisienne d’instruction militaire située à Bizerte et dont la mission est d’assurer la formation militaire, physique et professionnelle des élèves caporaux dans les spécialités définies par l'armée de l'air tunisienne.

## Formation
Le cycle de formation de base d’un homme de troupe à l'école des caporaux de l'armée de l'air comprend trois phases :
- Cycle de formation commune de base : dix semaines de formation avec l'obtention d'une moyenne de 10/20 pour passer dans le deuxième cycle ;
- Cycle de formation commune du gradé : dix semaines de formation avec l'obtention d'une moyenne de 10/20 pour passer dans le troisième cycle ;
- Cycle de formation dans la spécialité : dix semaines de formation avec l'obtention d'une moyenne de 10/20 pour obtenir le certificat d'armement no 2 avec le grade de caporal.